# Християнсько-ліберальна партія України
Християнсько-ліберальна партія України — політична партія в Україні. Головними принципами, що були закладені у підґрунтя утворення, проголошують християнські цінності та принципи західноєвропейської демократії: парламентаризм, ринкова економіка, вільна праця та потужні соціальні програми. Очолює партію колишній мер Києва Леонід Черновецький.
У 2006 році партія брала участь у загальнонаціональних виборах у складі Блоку народно-демократичних партій. На виборах до Київської міської ради 2008 року партія входила до блоку «Блок Леоніда Черновецького». На загальнонаціональних виборах участі не брала. На парламентських виборах 2012 року партія планувала брати участь також у складі Блоку Леоніда Черновецького, але 22 вересня 2011 року цей блок саморозпустився у Київраді.